# Lathrostizus modestus
Lathrostizus modestus är en stekelart som först beskrevs av Charles Thomas Brues 1919.  Lathrostizus modestus ingår i släktet Lathrostizus och familjen brokparasitsteklar. Inga underarter finns listade i Catalogue of Life.